# BioShock Infinite
BioShock Infinite es un videojuego de disparos en primera persona y la tercera entrega de la franquicia BioShock, desarrollado por Irrational Games y distribuido por 2K Games, siendo dirigido por Ken Levine, para las plataformas Microsoft Windows, PlayStation 3, Xbox 360 y Linux/SteamOS. con su respectivo lanzamiento mundial el 26 de marzo de 2013. BioShock Infinite no es una secuela directa de las anteriores dos entregas, tomando lugar y tiempo antes de los eventos ocurridos en susodichas, pero reteniendo aún la misma esencia en elementos de jugabilidad y estructura estética en lo que ambientación se refiere. Situado en el año 1912, el jugador controlará a Booker DeWitt, un exagente de Pinkerton en su intento de rescatar a una mujer llamada Elizabeth, quien se encuentra atrapada a bordo de Columbia, una ciudad flotante en decadencia a punto de colapsar.
Más tarde fue relanzado para PS4, XboxOne y Nintendo Switch.

## Ambientación
La ubicación principal de BioShock Infinite es una ciudad llamada Columbia que está suspendida en el aire por globos gigantes, dirigibles y por una especie de propulsores que funcionan sobre la base de un principio similar al efecto Meissner-Ochsenfeld que permite la levitación cuántica. Fue nombrada así en homenaje a la personificación femenina de los Estados Unidos. A diferencia de la construcción secreta de la ciudad submarina de Rapture, Columbia fue construida y lanzada en 1900 por el gobierno estadounidense con gran publicidad. La ciudad estaba destinada a ser símbolo del excepcionalismo, el tráiler revelador del juego hace referencia a la Exposición Mundial Colombina de Chicago de 1893 la cual es considerado como el surgimiento del excepcionalismo americano. En la superficie, BioShock Infinite parece estar diseñada como una «Exposición Internacional» flotante que viaja a través del mundo; sin embargo tiempo después de su lanzamiento pero antes de los acontecimientos del juego, la ciudad fue revelada como un acorazado bien armado que se ve involucrada en un «incidente internacional» por abrir fuego contra un grupo de civiles chinos durante Rebelión Bóxer. La ciudad fue desautorizada por el gobierno estadounidense y pronto se perdió todo rastro alguno de la misma. La ciudad se convirtió, según lo descrito por Nick Cowen de The Guardian, en «una especie de boogieman que ronda de lugar en lugar imponiendo su voluntad a las personas de abajo». A consecuencia del aislamiento de la ciudad, una Guerra Civil finalmente estalló entre las diferentes facciones de Columbia, cada uno tratando de tomar el control por su cuenta. En el período de los sucesos del juego, sólo quedan 2 facciones principales; los fundadores o Founders (unos de los más famosos founders además de Comstock es Charles que se encuentra en la demo de 10 minutos), y Vox Populi (del latín que literalmente significa «La voz del pueblo»). Los fundadores son los restos de los que ejercen fuerza sobre la ciudad, dirigidos por Zachary Hale Comstock. Vox Populi está conformada por varias facciones que comparten ideologías similares que luchan para conseguir el control y restablecer los derechos a todos los ciudadanos de Columbia. Sin embargo años de guerra y lucha han impulsado al Vox Populi a una ira y odio ciego entre ellos mismos, dando como resultado en métodos más violentos y brutales entre las subfacciones del grupo.
Al igual que Rapture, Columbia es considerada una distopía, pero con señales presentes que sugieren un gobierno teocrático de tomar el poder en algún momento y conceptos similares a los de purificación racial tales como nazismo, patriotismo y xenofobia. Uno de los objetos previstos incluyen una etiqueta que sería supuestamente usada por los inmigrantes a bordo del Columbia que además de que no deben ser de ascendencia europea e irlandesa hay una lista con varias requisitos incluyendo afiliación religiosa y datos relativos a las eugenesia, lo cual advierten en los carteles de propaganda de Columbia: «Todos debemos estar atentos para asegurar la pureza de nuestra gente». Columbia ha sido comparado como una mezcla de steampunk y la ciudad de las nubes de Bespin en Star Wars, al igual que las naves de Final Fantasy, aunque Ken Levine, de Irrational Games, ha comparado armamentalmente la ciudad con la Estrella de la Muerte, también de Star Wars.
No obstante, la comparación más llamativa es con la ciudad de SkyTown, del videojuego de Nintendo Metroid Prime 3: Corruption. SkyTown, ciudad del planeta Elysia, consiste en una serie de islas flotantes con estética steampunk conectadas por raíles a los que Samus Aran, protagonista de dicho título de la compañía japonesa, se engancha para poder recorrer el planeta, acto similar al que realiza Booker con su Skyhook en la ciudad de Columbia.

## Argumento
Los sucesos del juego toman lugar en 1912. El jugador asume la identidad de Booker DeWitt, un exagente de la Agencia Nacional de Detectives Pinkerton que fue despedido de la misma por un comportamiento inaceptable. Es contratado por unos personajes misteriosos, dándole a conocer la ubicación de Columbia, se le da la tarea de infiltrarse en la ciudad flotante y rescatar a una mujer llamada Elizabeth, que ha estado atrapada a bordo de Columbia los últimos 12 años. Aunque DeWitt encuentra a Elizabeth con mucha facilidad, rápidamente descubre que Elizabeth es vital para ganar la guerra civil que asola la ciudad, ya que cada facción busca utilizar a Elizabeth para cambiar el rumbo del conflicto a su favor, obligando a DeWitt y Elizabeth a confiar en algunos con tal de escapar. Elizabeth también trata de comprender los poderes que se le han dado, creyendo que Comstock es el responsable y se niega a dejar Columbia hasta saber la verdad. Para complicar las cosas, ambos son perseguidos por Songbird, un gran pájaro robot que era amigo de Elizabeth y su guardián durante los últimos 12 años. Songbird fue diseñado por su creador para sentirse traicionado cuando Elizabeth escapara, comparable con un «marido abusivo», según Hilary Goldstein de IGN y Elizabeth señala que «Preferiría estar muerta que ser recapturada por Songbird».
Además de los conflictos internos, Columbia es arrasada por los desgarros en el tejido del espacio-tiempo, un extraño efecto brillante como es visto por DeWitt  que produce un desgarro que muestra cambios momentáneos de imágenes, banderas y personas. Los desgarres han traído aparentemente elementos anacrónicos dentro de la Columbia de 1912; por ejemplo en una demostración previa mostró imágenes de un reproductor de discos en un bar que tiene a una mujer cantando las letras de «Everybody Wants to Rule the World» de «Tears for Fears». El avance de la demostración del juego de 1UP.com en la E3 2011 indica que en un momento, DeWitt y Elizabeth se encuentran en 1983, que se hace evidente con la marquesina de un cine que muestra La venganza del Jedi (el nombre original de El regreso del Jedi), como resultado de un fallo en los poderes de Elizabeth que involucraban desgarres en el espacio-tiempo cuando ella trataba de ayudar a revivir un caballo.
Aunque el juego toma lugar mucho antes de los acontecimientos de las anteriores dos entregas (que se desarrollaron entre 1960 y 1968 respectivamente), Irrational Games no ha confirmado si BioShock Infinite compartirá el mismo universo con esos dos juegos; Ken Levine dejó la pregunta con la posibilidad de contestarla en una entrevista previa al anuncio del juego.

## Personajes

### Booker DeWitt

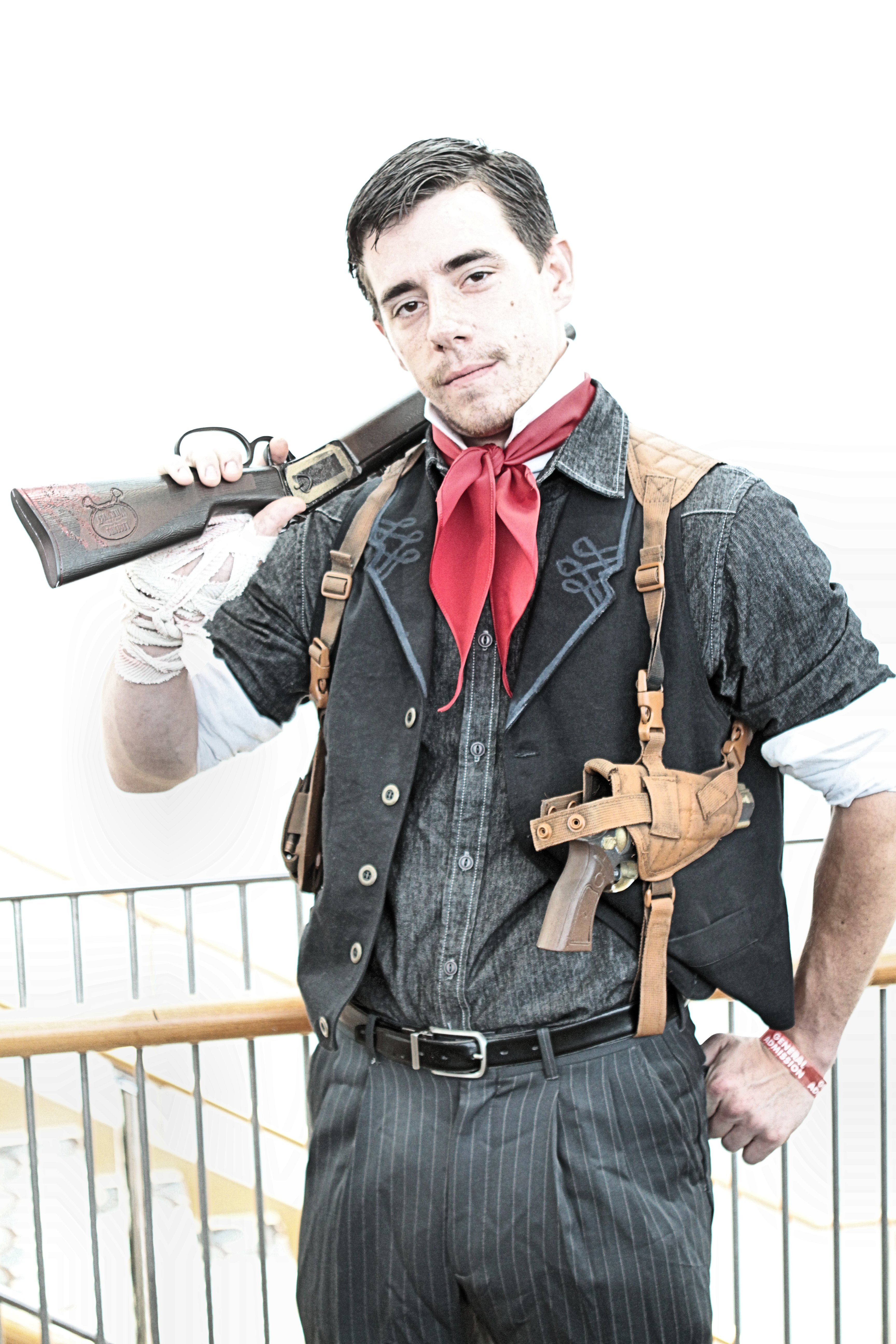
Cosplayer como Booker DeWitt.

Booker DeWitt (Troy Baker), el jugador protagonista, es un exagente deshonrado de la Agencia Nacional de Detectives Pinkerton. Como un soldado en el 7.º Regimiento de Caballería, había realizado actos brutales contra los indios americanos nativos en la Batalla de Wounded Knee para defender su propio honor; estos actos lo dejaron emocionalmente cicatrizado, llevándole a beber y jugar en exceso. Recibió la oportunidad de ser bautizado y empezar de nuevo, pero al final se negó. Fue despedido posteriormente por comportamiento más allá de los límites aceptables de la Agencia, pero considera que sus acciones con los Pinkerton en sofocar las huelgas laborales está entre sus muchos pecados. Continúa su trabajo como investigador privado de Nueva York, refiriéndose a sí mismo como un "contratista independiente". Exteriormente, se preocupa poco por lo extraordinario, siempre que no interfiera con su capacidad para hacer su trabajo; internamente, está perturbado por su papel en los sucesos de Wounded Knee y las visiones recurrentes de Nueva York bajo ataques desde el aire. Booker es escéptico de la fe, y no acepta la idea de que puede ser absuelto de sus pecados al abrazar la religión, ya que considera que sus pecados son tan extremos que exigen una penitencia más que el perdón.

### Elizabeth

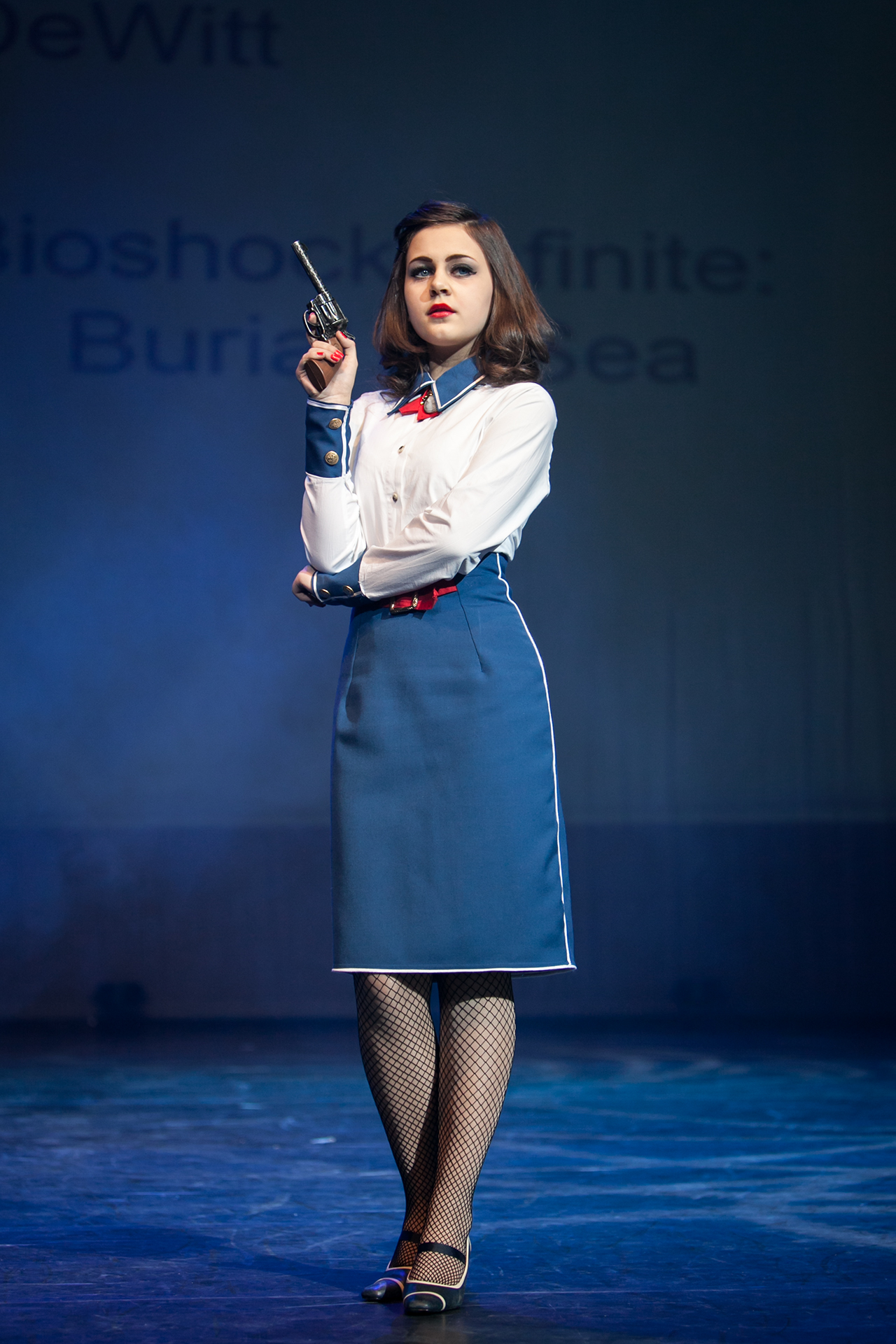
Cosplayer como Elizabeth.

Elizabeth (Courtnee Draper) es una joven que ha sido mantenida cautivo en Columbia por la mayor parte de su vida. Ella demuestra ser inteligente, después de haber pasado la mayor parte de su vida estudiando una amplia variedad de materias desde geografía hasta medicina y física, mientras que adquiere habilidades más prácticas en forma de criptografía y forzar cerraduras. Ella también tiene la capacidad de percibir e interactuar con los desgarros dimensionales por Columbia. Ella lleva un dedal en la punta de su dedo meñique, que había sido cortado, aunque ella no se acuerda de cómo sucedió esto.

### Songbird
El confinamiento de Elizabeth en Columbia ha sido mantenido por Songbird, una gran criatura robótica, parecida a un ave que había sido su amigo y su protector. Songbird fue diseñado por su creador para sentir la traición si escapa Elizabeth, y Elizabeth señala que "prefiere morir a ser recuperada por Songbird". Similar a un Big Daddy (sobre el que la tecnología utilizada en su creación puede haberse basado) los ojos de Songbird también se pueden convertir en 3 colores diferentes: verde, amarillo y rojo.

### Zachary Hale Comstock
El Padre Zachary Hale Comstock (Kiff Vandenheuvel) sirve como el principal antagonista de la historia. Se revela que es una versión alternativa de Booker DeWitt; mientras que Booker rechazó el bautismo después de la batalla de Wounded Knee, esta versión lo aceptó, encontró fe en la religión, y se renombró a sí mismo como Comstock. Afirmando haber recibido una visión del futuro de un arcángel, Comstock se convirtió en un fanático religioso que fundó Columbia con la ayuda de los Lutece, y es venerado allí como "El Profeta".  
Comstock creó una religión que Ken Levine describió como un híbrido entre cristianismo y adoración de los Padres Fundadores como figuras religiosas. Al mismo tiempo, evita figuras como Abraham Lincoln, considerándolo un "demonio" que llevó a Estados Unidos por mal camino; en un área del juego, el jugador se encuentra con un grupo de culto que venera a John Wilkes Booth como un héroe. Para mantener su liderazgo, Comstock ha creado un culto a la personalidad dentro de Columbia, que también protege sus secretos tejiéndolos en la mitología que ha creado. Bajo su liderazgo, Columbia se ha convertido en un caldo de cultivo para las actitudes racistas y sexistas, con grupos minoritarios sujetos a incautación de bienes, detención ilegal y trabajos forzados, tortura y ejecución extrajudicial sin cargos. Aunque el conocimiento de Comstock de estos crímenes nunca se estableció, él mismo se revela como responsable de al menos tres asesinatos y dirigir una violenta purga de más de cuarenta disidentes.
Comstock afirma que Elizabeth es su hija, nacida milagrosamente de su difunta esposa, Lady Comstock, después de sólo siete días en el vientre, y que ella es "El Cordero" que conducirá a Columbia hacia el futuro. Más tarde se reveló que se había vuelto estéril por la tecnología utilizada por los hermanos Lutece, y los empleó para llevar a Anna DeWitt, la hija de Booker, de otra realidad para convertirla en Elizabeth y su heredera genética a Columbia. Posteriormente, mató a su esposa y trató de matar a los hermanos Lutece para ocultar esta conspiración.

### Daisy Fitzroy
Daisy Fitzroy (Kimberly Brooks) es la líder de los Vox Populi. Una mujer afrodescendiente, que viajó originalmente a Columbia para encontrar una nueva vida, y tomó una posición como ama de llaves en la mansión de Comstock.  Cuando Comstock asesinó a su esposa para mantener en secreto la paternidad de Elizabeth, convirtió a Fitzroy en un chivo expiatorio por el delito e inventó los Vox Populi como un enemigo común de la gente con el fin de convertir más a Columbia en un estado policial. Esto inspiró a Fitzroy a desarrollar un odio amargo a los Fundadores y lo que representan, y asumió el control de los Vox Populi para dirigir la clase baja a levantarse contra Comstock y los Fundadores. A pesar de luchar contra las injusticias perpetradas por los Fundadores, Daisy y los Vox Populi son presentados como no mejores que los Fundadores, dados los límites que están dispuestos a cruzar con el fin de derrocar a Comstock, asesinar a civiles durante el levantamiento, y usar niños soldados para la guerra psicológica.
Ella es asesinada por Elizabeth en defensa de un niño que Daisy amenazaba con matar, una acción más adelante mostrada en Burial at Sea Parte Dos que ha sido instigada por los hermanos Lutece; convencieron a Daisy para que llevara al niño como parte de su papel más grande para ayudar a madurar a Elizabeth a tomar decisiones duras.

### Los hermanos Lutece
Robert (Oliver Vaquer) y Rosalind Lutece (Jennifer Hale) son dos individuos misteriosos que dirigen a Booker a Columbia y aparecen a lo largo de sus viajes. Parece que son hermanos casi idénticos, pero más tarde se revela que son la misma persona de dos realidades diferentes, sólo difieren por el sexo. Rosalind parece que es la que ha desarrollado la tecnología que mantiene a flote a Columbia bajo las órdenes de Comstock, y por eso, se puso en contacto con Robert. Juntos consiguieron comunicarse y, posteriormente, cruzar entre las dimensiones en la medida en que ahora pueden hacerlo a voluntad. A lo largo de la historia, se revela que Comstock intentó asesinar a los hermanos Lutece saboteando uno de sus dispositivos para proteger sus secretos, pero en cambio, terminaron en un estado de flujo, existiendo por todo el "espacio de las posibilidades". Ahora actúan como agentes de la realidad, tratando de corregir los desequilibrios sin manipular directamente los eventos.

### Lady Comstock
Lady Comstock (Laura Bailey) es la esposa de Zachary Hale Comstock y la madre adoptiva de Elizabeth. Poco después de conocer a Comstock, se convirtió en una de sus seguidores más dedicados, pero pronto se desilusionó cuando Comstock recurrió a tácticas cada vez más violentas para imponer su voluntad sobre la ciudad de Columbia. Empezó a resentir a Elizabeth, y a medida que se volvía cada vez más inestable, era incapaz de mantener el secreto de la paternidad de Elizabeth y amenazaba con socavar el gobierno de Comstock sobre Columbia. Comstock la asesinó y culpó a Daisy Fitzroy y los Vox Populi de su muerte, usando el acto de establecer un mayor control sobre la ciudad. Lady Comstock ahora existe en una forma espectral, alimentada por su propia rabia y odio. De esta forma, conocida como "la Sirena", tiene la habilidad de levantar a los muertos para cumplir sus órdenes. Ella intenta matar a Elizabeth varias veces hasta que Elizabeth la convence de que ambos son víctimas de Comstock.

### Jeremiah Fink
Jeremiah Fink (Bill Lobley) es un empresario sin escrúpulos que tiene el monopolio de la fabricación en Columbia, ayudado por usurpar la tecnología que ha observado por los desgarros, incluida la de Songbird. Fink es un partidario clave de Comstock, ya que le permite explotar mano de obra barata de la clase baja, aunque no comparte el fervor religioso de Comstock.  Él ha logrado un estatus de celebridad dentro de Columbia, y produce la mayor parte de la propaganda por toda la ciudad. También guio a Albert, su hermano y un compositor, a llevar la música escuchada por los desgarros y reclamarla como propia para su beneficio. En Burial at Sea, se muestra que Fink y Suchong compartieron datos e investigaciones sobre un desgarro que une Rapture y Columbia.

### Cornelius Slate
Cornelius Slate (Keith Szarabajka) es un antiguo soldado que luchó junto a Booker en la Batalla de Wounded Knee antes de convertirse en un seguidor de Comstock e ir a destruir Pekín durante el levantamiento de los bóxers. Slate se desilusiona con la regla de Comstock cuando descubre que Comstock ha reclamado los logros en batalla de Slate y de Booker como suyos, y se rebela contra la ciudad.
Anexo:Personajes de la serie de BioShock

## Jugabilidad
BioShock Infinite es un FPS con elementos propios de los juegos de rol similares a los anteriores 2 juegos. Como DeWitt, el jugador se moverá a las diversas estructuras de Columbia usando un gancho a través de unas vías férreas que conectan los edificios llamada Skyline, y otros medios para buscar a Elizabeth. El jugador obtendrá las armas al derrotar a los enemigos, que utilizará tanto en las diversas estructuras como en el Skyline. DeWitt también tendrá poderes y habilidades mediante el uso de vigores y panaceas que encuentra a lo largo de Columbia, el equivalente de plásmidos y tónicos de BioShock. Los vigores otorgarán poderes como manipulación de la electricidad, fuego, o control animal (como se vio en la demostración, en la que controlaba a una bandada de cuervos), mientras que las panaceas son habilidades pasivas que pueden mejorar la fuerza del jugador o la resistencia al daño. A diferencia de BioShock en el que el jugador era capaz de usar Bancos Genéticos en los que podía intercambiar los plásmidos y tónicos que tenía, la elección de ingerir ciertos vigores y panaceas es permanente y no se podrá cambiar más adelante del juego, dejando lugar a las consecuencias de las elecciones del jugador a lo largo del juego. BioShock Infinite no utiliza EVE, el equivalente de puntos de magia, para recargar las habilidades obtenidas de vigores y panaceas. Cada contenedor de vigor tiene un límite de cargas en ella, y mientras que se pueden encontrar más en el juego, el jugador sólo podrá llevar cierto número de vigores a la batalla, con vigores más poderosos que consumen menos. Las panaceas son cambios permanentes en el personaje y no se podrán remover una vez usados. Estos vienen en 2 tipos, variedades estables e inestables. este último denominado «potlucks». Las panaceas estables son más caras, pero el jugador sabrá exactamente que efecto y habilidad obtendrá al consumirla. Las panaceas inestables son más baratas o se pueden encontrar en el transcurso del juego, pero al usarse, el jugador tendrá que elegir uno de los cuatro efectos aleatorios para alterar a su personaje, una idea inspirada por Heroes of Might and Magic según Levine.
Una vez que se reúne con Elizabeth quién también posee poderes y habilidades, el jugador debe trabajar conjuntamente con ella para escapar de Columbia. Por ejemplo, Elizabeth puede crear tormentas sobre los enemigos, tormentas en las cuales, el jugador puede lanzarles ataques eléctricos para poder electrocutar a sus enemigos. El jugador no tendrá control sobre Elizabeth, sino que reaccionará dependiendo de la situación y del jugador, similar a la IA de Left 4 Dead según Levine. Sin embargo, usar los poderes de Elizabeth tiene consecuencias sobre ella tales como dañarla, acciones que son comparables con la opción de las anteriores entregas de salvar o cosechar a las Little Sisters. Elizabeth también tiene la capacidad de interactuar con los desgarres en el tejido espacio-tiempo, moviendo objetos de un lado a otro dentro de Columbia para poder usarlos, huyendo de la batalla a través de éstos o repararlos. El jugador tendrá que proteger a Elizabeth, pero no necesitará «estarla cuidando o dejarla esperar en algún lugar» a lo largo del juego. Levine dejó claro que trabajar con Elizabeth en el juego «de ningún modo, tipo, o clase es una misión de escolta», señalando a los jugadores que reaccionaron negativamente en una de las partes finales del primer BioShock en la cual se le encarga proteger a una Little Sister.
Varias fuerzas estarán presentes oponiéndose al progreso del jugador dentro de la ciudad. Además de que el jugador y Elizabeth son perseguidos por Songbird (que a veces simplemente se refiere como «Él»), quien trata de arrebatar a Elizabeth del jugador, y Handyman (originalmente llamado «Alpha»), un monstruo robótico con un corazón y cabeza humano con la capacidad de curar unidades más débiles.
El Skyline es un sistema de rieles (originalmente diseñado para transportar cargamentos alrededor de Columbia pero posteriormente usado como transporte de personal) similar al concepto encontrado en los juegos de Ratchet & Clank o Metroid Prime 3: Corruption y descrito por Levine como «una montaña rusa, sobre otra montaña rusa, sobre otra montaña rusa», el jugador deberá activar una herramienta en la muñeca de DeWitt que le permitirá sujetarse a las vías mientras que los otros enemigos la usan para saltar y colgarse en las vías Skyline. El jugador podrá saltar en, fuera y entre las vías Skyline en cualquier momento y podrá enfrentarse a los enemigos que están en la misma; el jugador puede usar la mano libre de DeWitt para defenderlo. La libertad de movimiento en el Skyline permite múltiples variedades de combate.
Irrational Games aún no se ha comprometido a introducir elementos multijugador dentro del juego. Mientras que el equipo experimentará con los conceptos del juego para un mulitijugador, Levine declaró que solo podrían proceder si se contaban con elementos que no están presentes en otro juegos multijugador como Halo y Call of Duty.
Durante la conferencia de prensa de Sony en la E3 el 6 de junio de 2011, el director creativo Ken Levine anunció que BioShock Infinite soportará el PlayStation Move.

## Desarrollo y lanzamiento
El juego fue anteriormente conocido como Project Icarus (es: Proyecto Ícaro) y tras varios retrasos, el esperado BioShock Infinite logró estrenarse en las tiendas de todo el mundo el 26 de marzo de 2013.
En la PlayStation Store, lo lanzaron a la venta el jueves 28 de marzo con un costo de 59 dólares.

## Recepción y crítica
BioShock Infinite ha recibido críticas y comentarios totalmente sobresalientes, convirtiéndolo en el juego de 2013 con la mejor puntuación hasta la fecha. Metacritic, Gamerankings, entre otros, le han otorgado puntuaciones de entre 95 a 100 en comentarios sobresalientes.
En Gamerologies destacan en un artículo, la tremenda personalidad de Elizabeth, y lo fundamental que resulta para la historia, con una narrativa totalmente cinematográfica.